# Manfred Koch (Germanist)
Manfred Koch (* 19. Dezember 1955 in Stuttgart) ist ein deutscher Literaturwissenschaftler, Essayist und Literaturkritiker.

## Leben
Manfred Koch studierte an der Universität Tübingen Philosophie, Germanistik und Geschichte. 1988 wurde er dort promoviert mit einer Dissertation über die poetische Erinnerung bei Novalis, Hofmannsthal und Rilke. Von 1988 bis 1991 war er beim DAAD angestellt als Lektor für deutsche Sprache und Literatur an der Universität Thessaloniki. In den Jahren 1991 bis 1998 arbeitete er als wissenschaftlicher Assistent an der Universität Gießen. Dort habilitierte er sich 2001.
Von 2001 bis 2003 hatte Koch eine Vertretungsprofessur für Neuere deutsche Literatur an der Universität Tübingen inne. Dort war er von 2004 bis 2008 verantwortlicher Mitorganisator der Poetik-Dozentur. Von 2009 bis 2021 lehrte er als Privatdozent (später: Titularprofessor) an der Universität Basel. Im Sommer 2010 wie 2011 unterrichtete er am Middlebury College in Vermont.
Von 1996 bis 2016 schrieb er Beiträge für das Feuilleton der Neuen Zürcher Zeitung. (Beispiele:) Er publiziert auch innerhalb der Schriftenreihe der Schweizer Vontobel-Stiftung. Und für den Sender SWR2 verfasst er in regelmäßiger Folge Radio-Essays.
Manfred Koch ist verheiratet mit der Autorin Angelika Overath. Seit 2007 lebt er in Sent in der Schweiz.

## Publikationen
Monographien
- Mnemotechnik des Schönen. Zur poetischen Erinnerung in Romantik und Symbolismus. Dissertation. Universität Tübingen, 1988.
- Weimaraner Weltbewohner. Zur Genese von Goethes Begriff „Weltliteratur“. Niemeyer, Tübingen 2002, ISBN 3-484-63029-9. (Habilitationsschrift, Universität Gießen 2001.)[11]
- Jakob van Hoddis in Tübingen, 1922–1927: „… dem es wie Hölderlin gegangen ist“. Deutsche Schillergesellschaft, Marbach am Neckar 2006, ISBN 3-937384-17-0.
- Hölderlins württembergisches Manifest. Die unvollendete Elegie „Der Gang aufs Land“. Keicher, Warmbronn 2006, ISBN 3-938743-16-6.
- Brot und Spiele. Über die Religion des Sports. Wallstein, Göttingen 2009, ISBN 978-3-8353-0546-5. (Zuerst erschienen in der Schriftenreihe der Vontobel-Stiftung, mit Illustrationen von Luis Murschetz. Zürich 2008.)

- Faulheit. Eine schwierige Disziplin. Essays. Zu Klampen, Springe 2012, ISBN 978-3-86674-169-0. (Gekürzte Erstausgabe: Faulheit. Mit Illustrationen von Magi Wechsler. Schriftenreihe der Vontobel-Stiftung. Zürich 2011.)[12]
- Rilke. Dichter der Angst. Eine Biographie. C. H. Beck, München 2025, ISBN 978-3-406-82183-7.

Herausgeberschaft
- mit Angelika Overath: Schlimme Ehen. Ein Hochzeitsbuch, aus vielen Quellen zusammengetragen. Eichborn, Frankfurt 2000, ISBN 3-8218-4710-7, Reihe Die Andere Bibliothek.
- mit Angelika Overath: Die Kunst des Einfachen. Herder, Freiburg 2000, ISBN 3-451-27825-1.
- mit Angelika Overath: Schlaflos. Das Buch der hellen Nächte. Ein literarisches Notturno für Schlafsuchende und Wache. Libelle, Lengwil 2002, ISBN 3-909081-47-9.
- mit Angelika Overath und Silvia Overath: Genies und ihre Geheimnisse. 100 biographische Rätsel. List, Berlin 2006, ISBN 3-471-78310-5.
  - Als Hörbuch (gelesen von Manfred Koch): 4 Audio-CDs. Radioropa/Technisat, Daun 2008, ISBN 978-3-8368-0170-6.
- mit Angelika Overath: Hunde mitzubringen ist erlaubt. Ein literarischer Salon. List, Berlin 2008, ISBN 978-3-471-78311-5.
- mit Angelika Overath und Silvia Overath: Genies und ihre Geheimnisse. Band 2: 100 neue biographische Rätsel. List, Berlin 2009, ISBN 978-3-471-78312-2.

Vortrag
- Das Gedächtnis des Göttlichen. Reflexion zu Joh. Seb. Bachs Kantate Halt im Gedächtnis Jesum Christ BWV 67. Im Rahmen der J. S. Bach-Stiftung. Trogen, 25. April 2014. als DVD: Halt im Gedächtnis Jesum Christ. Kantate BWV 67. Rudolf Lutz, Chor und Orchester der J. S. Bach-Stiftung, Margot Oitzinger, Bernhard Berchtold, Dominik Wörner. Samt Einführungsworkshop sowie Reflexion von Manfred Koch. Gallus Media, 2015.[13]